# Itasca (Illinois)
Itasca – wieś w Stanach Zjednoczonych, w stanie Illinois, w hrabstwie DuPage.